# Ingvar Wixell
Karl Gustaf Ingvar Wixell (Luleå, 7 de mayo de 1931 - Malmö, 8 de octubre de 2011) fue un barítono sueco.

## Vida y carrera
Wixell debutó en 1955 como Papageno en la ópera La flauta mágica de Mozart en la Ópera Real de Estocolmo donde fue miembro de la compañía hasta 1967. 
Debutó en el Reino Unido durante una visita de la Ópera Real de Estocolmo al Covent Garden en 1960, donde cantó Gugliemo en Glyndebourne y en los Proms de 1962. Para la Royal Opera de Londres cantó Boccanegra en 1972. En Estados Unidos actuó en la Ópera de San Francisco haciendo del sargento Belcore en el L'elisir d'amore en 1972 y en la Metropolitan Opera House con Rigoletto en 1973.
Fue contratado por la Ópera Alemana de Berlín en 1967, de la que fue miembro por más de 30 años. En Bayreuth cantó el Heraldo de la ópera Lohengrin en 1971.
Entre otros papeles, cantó el Fígaro en la obra de Rossini Il barbiere di Siviglia, Escamillo en Carmen de Bizet, Amonasro en Aida de Verdi, el Barón Scarpia en Tosca de Puccini, y los papeles principales en las obras de Verdi Rigoletto, Falstaff y Simón Boccanegra, de Mozart Don Giovanni, y de Chaikovski Eugene Onegin.
En 1965, Wixell cantó todas las canciones que competían para representar a Suecia en el Festival de la Canción de Eurovisión 1965. La canción ganadora fue "Annorstädes Vals" (Vals en otra parte), con la que Wixell se presentó en el Festival celebrado en Nápoles, y con la que quedó décimo siendo votado por Dinamarca y Finlandia. Rompiendo con la tradición, la canción fue cantada en inglés con el título "Absent friend". Esto llevó a la introducción en 1966 de la regla por la que cada país debía participar con una canción en una lengua del propio país (regla que estuvo vigente en los períodos 1966-1972 y 1978-1998).
Wixell finalizó su carrera en 2003 con el papel del Maestro de música de la ópera Ariadna en Naxos de Richard Strauss en el Teatro de Ópera y Música de Malmö.

## Discografía selecta
- Mozart, Conde Almaviva en Le nozze di Figaro, dirigido por Sir Colin Davis, 1971, con Jessye Norman.
- Larsson, Förklädd gud, dirigido por Stig Westerberg, 1968–1974.
- Mozart, Don Giovanni, dirigido por Colin Davis, 1973.
- Verdi, Cavaliere di Belfiore en Un giorno di regno, dirigido por Lamberto Gardelli, 1973.
- Puccini, Baron Scarpia en Tosca (ópera), dirigido por Colin Davis, 1976, con Montserrat Caballé.
- Verdi, Count di Luna en Il trovatore, dirigido por Richard Bonynge, 1976, con Joan Sutherland y Marilyn Horne.
- Donizetti, Belcore en L'elisir d'amore, dirigido por Sir John Pritchard, 1977, con Plácido Domingo.
- Donizetti, Don Alfonso en Lucrezia Borgia, dirigido por Richard Bonynge, 1977.
- Leoncavallo, Tonio en Pagliacci, dirigido por Giuseppe Patanè, 1957, con Mirella Freni.
- Puccini, Michele en Il tabarro, dirigido por Lorin Maazel, con Renata Scotto, 1977.
- Puccini, Sharpless en Madama Butterfly, dirigido por Lorin Maazel, 1978, con Renata Scotto, Plácido Domingo y Gillian Knight.
- Verdi, Renato en Un ballo in maschera, dirigido por Colin Davis, 1978–1979, con José Carreras.
- Puccini, Marcello en La bohème, dirigido por Colin Davis, 1979, con Katia Ricciarelli.
- Verdi, Rigoletto en Rigoletto, dirigido por Riccardo Chailly, 1983, con Edita Gruberova y Luciano Pavarotti, película dirigida por Jean-Pierre Ponnelle.
- Puccini, Barón Scarpia en Tosca, dirigido por Daniel Oren, 1990, con Raina Kabaivanska.
- Svenska ballader (Baladas suecas), por August Söderman, Wilhelm Peterson-Berger, Wilhelm Stenhammar y Ture Rangström, dirigido por Johan Arnell, 1997.